# Le Gave d'Aspe et le Lourdios (cours d'eau)
Le Gave d'Aspe et le Lourdios (cours d'eau) este o arie protejată (sit de importanță comunitară — SCI) din Franța întinsă pe o suprafață de 1.595 ha, integral pe uscat.

## Localizare
Centrul sitului Le Gave d'Aspe et le Lourdios (cours d'eau) este situat la coordonatele 43°07′15″N 0°35′27″W / 43.12076°N 0.59097°V.

## Înființare
Situl Le Gave d'Aspe et le Lourdios (cours d'eau) a fost declarat arie specială de conservare în baza directivei 92/43 din 1992 referitoare la conservarea habitatelor naturale și a faunei și florei sălbatice pentru a proteja 5 specii de animale.

## Biodiversitate
Situată în ecoregiunile alpină și atlantică, aria protejată conține 7 habitate naturale: Lacuri și iazuri distrofice naturale, Râuri de munte și vegetația lor lemnoasă cu Salix elaeagnos, Cursuri de apă de la nivel de câmpie la nivel montan, cu vegetație Ranunculion fluitantis și Callitricho-Batrachion, Liziere de ierburi înalte hidrofile de câmpie și de nivel montan până la alpin, Păduri mixte riverane de Quercus robur, Ulmus laevis și Ulmus minor, Fraxinus excelsior sau Fraxinus angustifolia, de-a lungul marilor râuri (Ulmenion minoris), Izvoare petrifiante cu formare de travertin (Cratoneurion), Păduri aluvionare cu Alnus glutinosa și Fraxinus excelsior (Alno-Padion, Alnion incanae, Salicion albae).
La baza desemnării sitului se află mai multe specii protejate:
- mamifere (1): Galemys pyrenaicus
- nevertebrate (1): Austropotamobius pallipes
- pești (3): Cottus aturi, zglăvoacă (Cottus gobio), somonul (Salmo salar)